# Мусвик
Мусвик (норв. Mosvik) — бывшая коммуна в фюльке Нур-Трёнделаг в Норвегии. Административным центром коммуны являлся город Мусвик. 1 января 2012 года Мусвик вошла в состав коммуны Иннерёй. Официальный язык коммуны — букмол. Население коммуны на 2007 год составляло 864 чел. Площадь коммуны Мусвик — 219,37 км², код-идентификатор — 1723.

## История населения коммуны
Население коммуны за последние 60 лет.

Статистика коммуны Мусвик

## Известные жители
Петтер Нортуг, лыжник.